# Roze Zaterdag

Roze driehoek als symbool van de homo-emancipatie.

Roze Zaterdag is de Nederlandse versie van de Gay Pride Parade, die in 1977 voor het eerst gehouden werd en tegenwoordig jaarlijks in telkens een andere stad plaatsvindt. Vanaf 1979 werd ook in België een Roze Zaterdag georganiseerd, maar deze wordt sinds 1996 altijd in Brussel gehouden en heet sinds 2010 The Belgian Pride.
Roze Zaterdag is een jaarlijks georganiseerde thema- en feestdag die naast ontmoeting, feestelijkheid en zichtbaarheid ook een emancipatoir, demonstratief en politiek karakter heeft. Ze heeft een meer uitgesproken ideologisch karakter dan de eveneens jaarlijkse Pride Amsterdam, dat van oorsprong vooral een feest rondom de Canal Parade was.

## Nederland

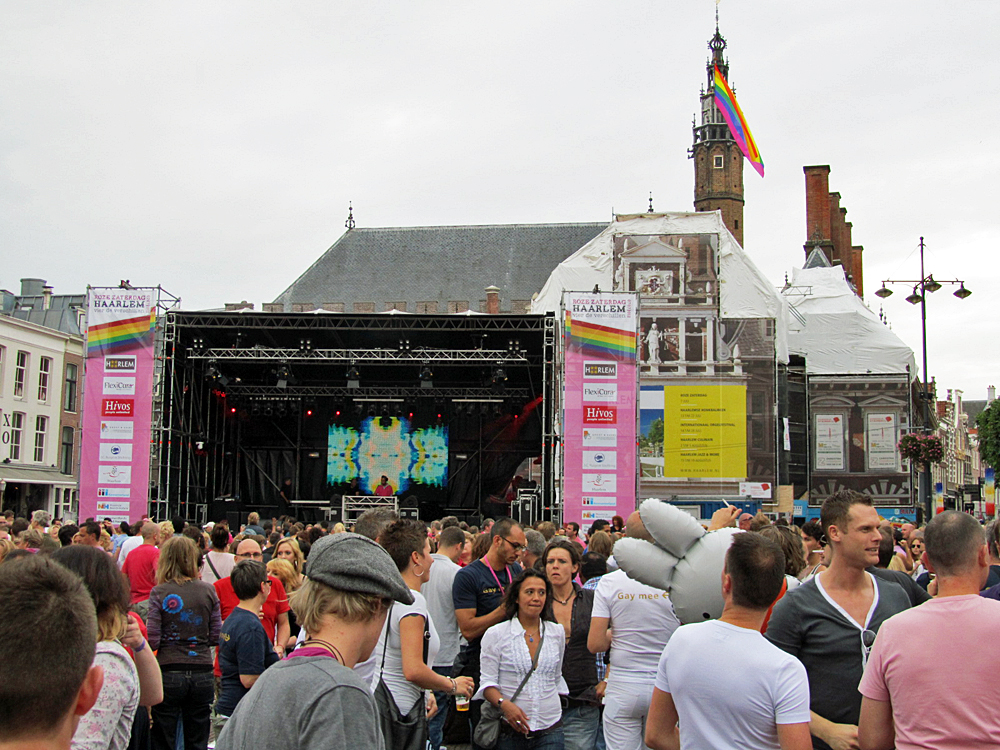
Hoofdpodium op de Grote Markt in Haarlem ter gelegenheid van Roze Zaterdag op 7 juli 2012.

Roze Zaterdag wordt in Nederland doorgaans georganiseerd op de laatste zaterdag van juni, een aantal keren echter op de eerste zaterdag van juli. In 2021 was deze in oktober. Het is een jaarlijks openlijk en landelijk treffen van homo's, lesbiennes, transgenders en andere seksuele minderheden in telkens een andere stad. De bedoeling van deze roulering is om zo telkenmale weer in een andere stad de gemeente, de bevolking en de organisatie aldaar een roze impuls te geven.
Roze Zaterdag (ook wel afgekort tot RZ) begint elk jaar met een oecumenische kerkdienst en vervolgens vindt dan de traditionele parade plaats. Aanvankelijk was dat vooral een demonstratie, maar tegenwoordig heeft deze een meer ludiek karakter gekregen. Door mee te doen met Roze Zaterdag willen homo's, lesbiennes en sympathisanten tonen, dat ze trots zijn op deze levensstijl, dan wel hun solidariteit daarmee tot uiting brengen.
In de parade lopen regelmatig bekende homo's en hetero's mee, alsmede kopstukken uit de homobeweging en lokale bestuurders en politici, die dan na afloop enkele toespraken houden. De rest van de dag is gevuld met optredens en feesten. Ook is er altijd een informatiemarkt, waarop uiteenlopende homovriendelijke en homo-organisaties en -bedrijven zich presenteren.
Sinds 2002 beslist de stichting Roze Zaterdagen Nederland jaarlijks in welke stad de Roze Zaterdag wordt georganiseerd. De stichting bewaakt en beschermt de formule van Roze Zaterdag als de oudste Pride van Nederland. Jaarlijks kent de stichting de organisatie van Roze Zaterdag, twee jaar vooruit, toe aan een stad in Nederland en ondersteunt en adviseert de organisatoren. Een plaatselijke projectorganisatie neemt de uitvoering op zich. De stad die de Roze Zaterdag toegewezen heeft gekregen wordt sinds 2009 ook wel de 'Roze Stad' genoemd. In de week voorafgaand aan Roze Zaterdag zijn er vaak allerlei publieksgerichte en specifieke activiteiten, men noemt dit wel de 'Roze Week'.

### Geschiedenis

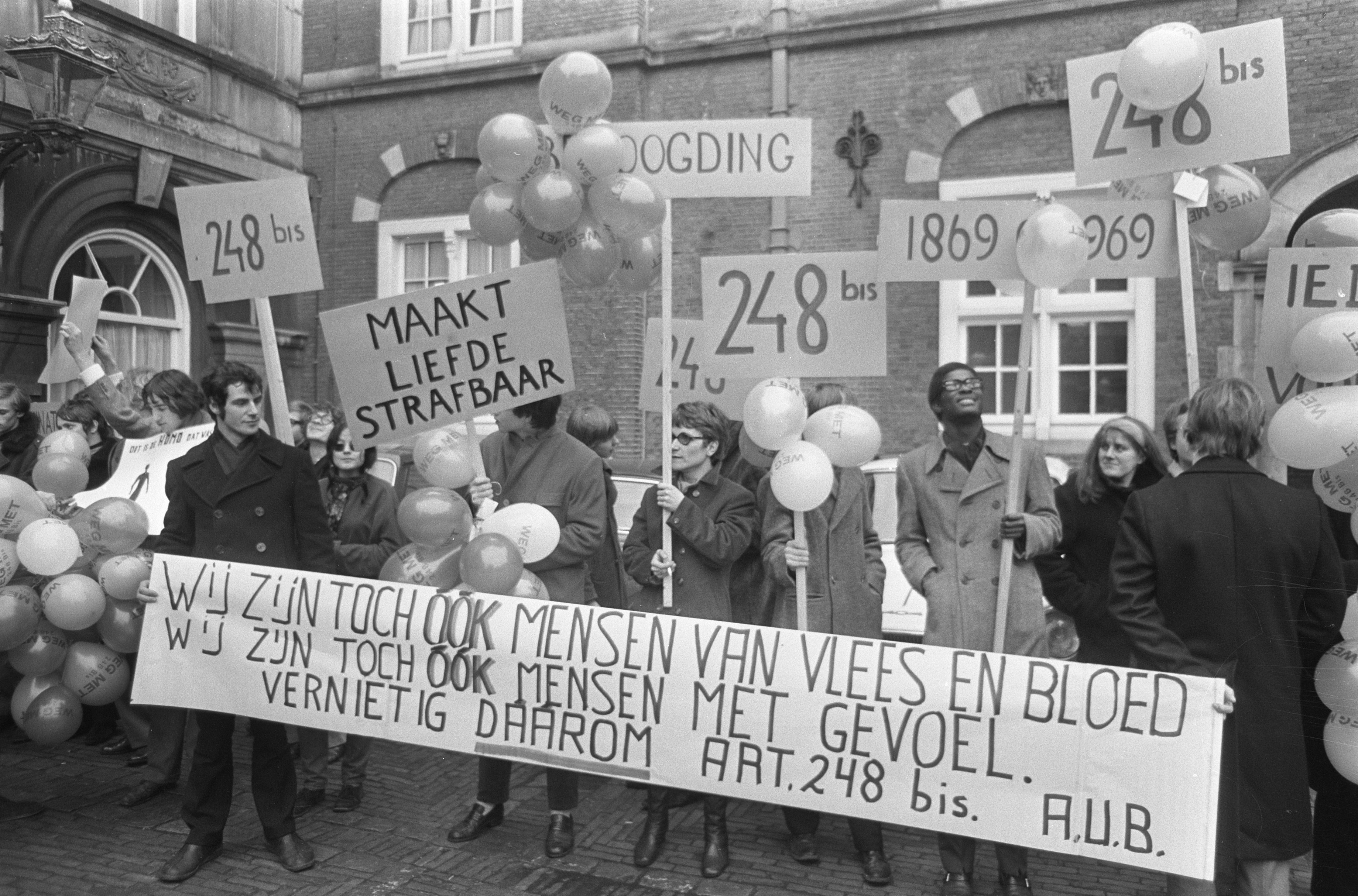
De eerste homodemonstratie in Nederland, in januari 1969 op het Binnenhof in Den Haag.

Roze Zaterdag wordt in Nederland in principe jaarlijks op de laatste zaterdag van juni gehouden. Op die dag in 1969 braken in New York rellen uit, nadat de politie de homobar Stonewall Inn in Christopher Street was binnengevallen. De rellen leidden tot de georganiseerde strijd voor de rechten voor homo's en lesbiennes, die onder meer tot uiting kwam in de eerste Gay Pride Parade, die op 28 juni 1970 in New York werd gehouden. Ook in andere landen ging men dergelijke parades organiseren.
In Nederland waren al eerder twee kleinere homodemonstraties gehouden. De eerste was op 21 januari 1969 op het Binnenhof in Den Haag, waarbij zo'n honderd jongeren demonstreerden tegen het uit 1911 stammende artikel 248-bis van het Wetboek van Strafrecht, dat de leeftijdsgrens voor homoseks op 21 jaar stelde, terwijl die voor heteroseks op 16 jaar lag. Dit artikel werd in 1971 afgeschaft.
De tweede demonstratie werd gehouden op 4 mei 1970, tijdens de Nationale Dodenherdenking op de Dam in Amsterdam. Twee leden van de Amsterdamse Jongeren Aktiegroepen Homoseksualiteit (AJAH) probeerden toen een krans te leggen ter herdenking van homoseksuele oorlogsslachtoffers, maar werden daarbij gearresteerd. Dit was aanleiding voor het oprichten van een eigen Homomonument in Amsterdam.
De Gay Pride Parade in New York op 28 juni 1970 vond in Nederland aanvankelijk geen navolging omdat het COC destijds vond dat homo's en lesbiennes gewone mensen waren, die hun seksuele gevoelens niet middels een demonstratie hoefden te benadrukken. Pas nadat het COC midden jaren 70 zijn beleid gewijzigd had kon ook in Nederland een met een Gay Pride Parade vergelijkbare demonstratie gaan plaatsvinden.
Dit gebeurde voor het eerst op 25 juni 1977 in Amsterdam. Deze demonstratie, georganiseerd door de Internationale Lesbische Alliantie, was echter niet gericht op de binnenlandse situatie, maar vond plaats uit internationale solidariteit en met name tegen de antihomo-campagne van de Amerikaanse Anita Bryant. Dit werd een jaarlijks evenement, dat aanvankelijk "Internationale homobevrijdings en -solidariteitsdag" of "Gay Pride Day" genoemd werd, maar sinds 1979 Roze Zaterdag heet.

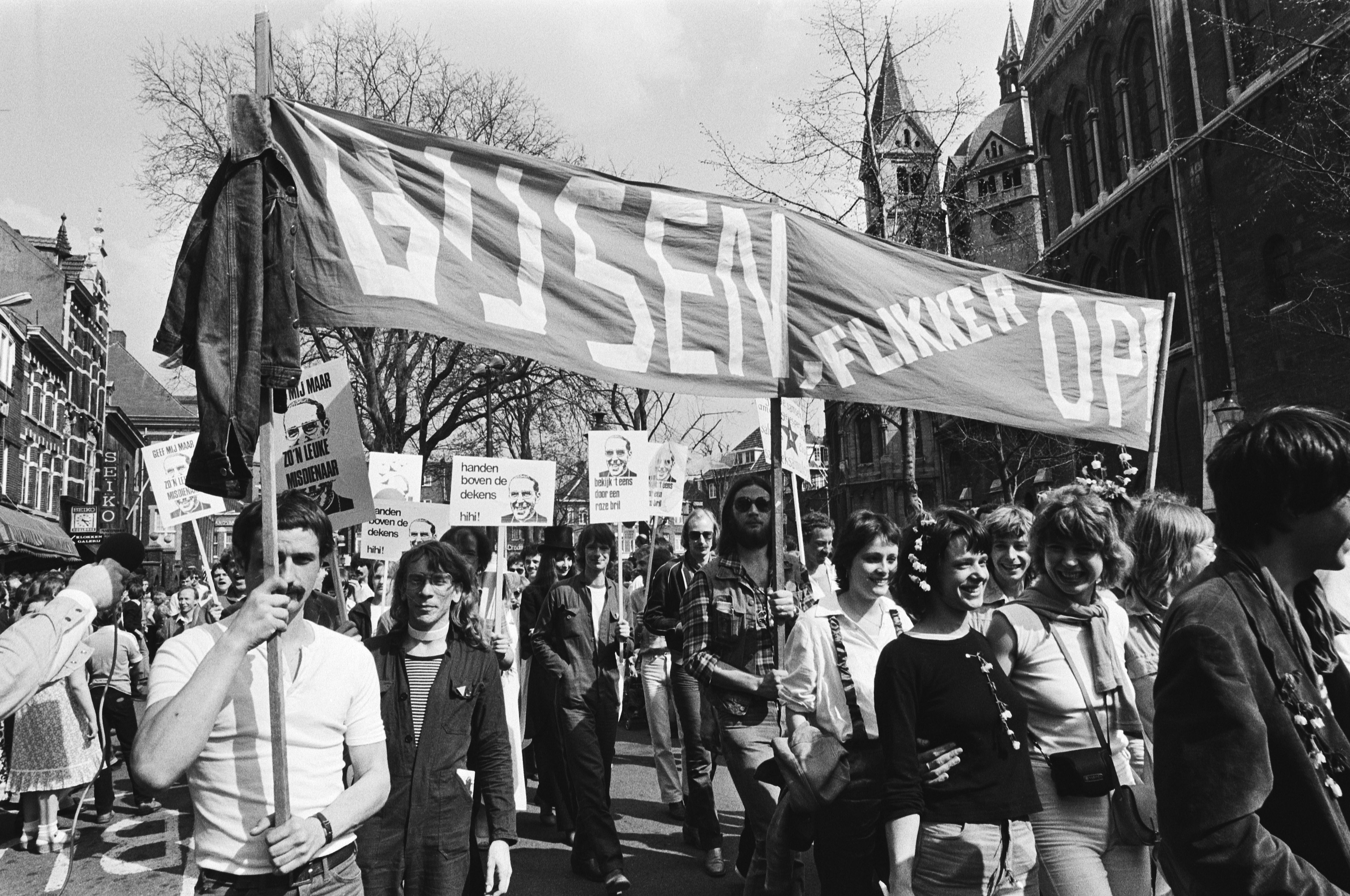
Homoseksuelen demonstreren in 1979 in Roermond tegen uitlatingen van bisschop Gijsen. Op het spandoek staat te lezen: "Gijsen flikker op".

De naam 'Roze Zaterdag' werd bedacht door actiegroep ROZA uit Limburg. ROZA organiseerde op zaterdag 14 april 1979 in Roermond een demonstratie naar aanleiding van uitspraken door bisschop Gijsen over homoseksualiteit onder het motto "Gijsen flikker op". De actiedag viel in de Goede Week, de tijd dat katholieken Witte Donderdag, Goede Vrijdag en Stille Zaterdag vieren. Waarop ROZA deze niet zo stille actiedag Roze Zaterdag noemde.
Het Roze is waarschijnlijk ontleend aan de roze driehoek, die homoseksuelen tijdens de Tweede Wereldoorlog als stigma in concentratiekampen moesten dragen. Vanaf de jaren zeventig zijn deze kleur en de roze driehoek geuzentekens geworden in de strijd die homo's hebben moeten voeren tegen de gevestigde orde. De term Roze Zaterdag is vervolgens overgenomen voor de laatste zaterdag van juni, voor het eerst op 30 juni 1979, bijna exact tien jaar nadat de Stonewall-rellen plaatsvonden.
Van 1977 t/m 1980 vond Roze Zaterdag plaats in Amsterdam, maar vanaf 1981 wordt deze dag elk jaar in een andere stad gehouden en kreeg toen ook thema's die betrekking hebben op de Nederlandse samenleving. Het komt ook voor dat een stad na een aantal jaren opnieuw de organisatie toegewezen krijgt. Diverse steden hebben zodoende al twee of drie keer de Roze Zaterdag georganiseerd.
De Roze Zaterdag op 26 juni 1982 in Amersfoort liep uit op rellen. De ruim 4.000 deelnemers maakten een ernstige confrontatie met conservatieve jongeren mee, die de demonstratie met eieren en stenen bekogelden en De Flint, waar het slotfeest werd gehouden, urenlang omringden, waardoor zelfs taxichauffeurs geen klanten bij De Flint durfden af te halen. Naar aanleiding hiervan begon het COC gesprekken met het kabinet die uitmondden in homo-emancipatiebeleid vanuit de Rijksoverheid en in de aanstelling van een minister die optreedt als coördinerend bewindspersoon voor homo-emancipatiebeleid.
In 1984 vond de landelijke Roze Zaterdag in Nijmegen plaats. De anti-homorellen in 1983 tijdens de Nijmeegse Vierdaagse waren voor het Roze Front aanleiding om Roze Zaterdag 1984 in Nijmegen te houden.

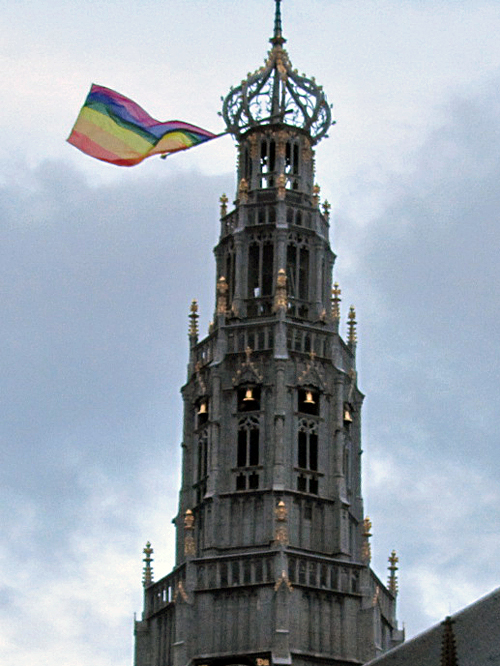
Regenboogvlag wapperend vanaf de Grote of Sint-Bavokerk in Haarlem, waar in 1989 en 2012 de Roze Zaterdagviering plaatsvond.

Sinds 1989 begint Roze Zaterdag met een oecumenische kerkdienst, die doorgaans wordt gehouden in een protestantse of katholieke kerk in de betreffende stad. Dit leidde soms tot spanningen met kerkelijke gezagsdragers, zoals in 1996, toen de Haarlemse bisschop Bomers de viering had willen voorkomen, maar uiteindelijk toch niet verbood. In 2001 vond in Rotterdam voor het eerst een multireligieuze bijeenkomst plaats, waar christenen, moslims, joden en hindoes bij aanwezig waren.
In 1994 was de Roze Zaterdag voor het eerst weer terug in Amsterdam en viel toen samen met de derde EuroPride. De rijdende stoet van versierde opleggers werd echter door menigeen aanstootgevend gevonden. De EuroPride liep bovendien uit op een financieel debacle, waarna de stichting Roze Front zichzelf in 1995 ophief. Het Roze Front was in 1979 opgericht om de jaarlijkse Roze Zaterdag te organiseren en was een samenwerkingsverband waarin de belangrijkste Nederlandse homo- en lesbische groepen samenwerkten. Sindsdien wordt de dag georganiseerd door de Stichting Roze Zaterdagen Nederland.
Om na de EuroPride van 1994 de goede naam en faam van Amsterdam als homo-uitgaanscentrum hoog te houden, werd in 1996 de eerste Amsterdam Pride gehouden, die sindsdien jaarlijks plaatsvindt, naast de Roze Zaterdag. Anders dan Gay Pride Parades elders in de wereld, was die in Amsterdam niet bedoeld als demonstratie of protest, maar puur als feest om de vrijheid en diversiteit te vieren.
Een opmerkelijke blijk van betrokkenheid vond plaats in juni 2007, toen koningin Beatrix met vriendelijke woorden een uitnodiging afsloeg om op 30 juni naar de Roze Zaterdag in Bergen op Zoom te komen. Zij schreef niet alleen dat zij was verhinderd, maar ook dat zij "het gedachtegoed waarvan Roze Zaterdag een expressie is een warm hart toedraagt", zo citeerde burgemeester J. Polman uit de brief tijdens de roze kerkdienst in de Sint-Gertrudiskerk.
Wegens de coronacrisis werd de voor 20 juni 2020 in Leeuwarden geplande Roze Zaterdag een jaar uitgesteld. Deze dag vond nu plaats op 16 oktober 2021.

### Overzicht Roze Zaterdagen in Nederland
- 2027 – Arnhem (Gld) – 19 juni – In Vrijheid Verbonden[17] (Arnhem had ook in 1999 een RZ)
- 2026 – Noordwijk (Z-H) – 27 juni[18]
- 2025 – Zaanstad (N-H) – 28 juni – De Zaanstreek in alle kleuren – aantal deelnemers 20.000[19][20]
- 2024 – Groningen (Gr.) – 22 juni – Queer Year – aantal deelnemers 25.000[21] (Groningen had ook in 1985 en 2011 een RZ)
- 2023 – Goes (Zl) – 17 juni – Jij bent Goes zoals je bent – aantal deelnemers circa 20.000[22][23]
- 2022 – Rotterdam (Z-H) – 18 juni – DARE TO – aantal deelnemers 30.000[24] (Rotterdam had ook in 2001 een RZ)
- 2021 – Leeuwarden (Fr.) – 16 oktober – City of Love[15]
- 2020 – Afgelast wegens de coronacrisis[14]
- 2019 – Venlo (Lb) / Krefeld (D) – 29 juni – Ik ook van jou / So wie du[25]
- 2018 – Gouda (Z-H) – 23 juni – Ik ben... Diversiteit! – aantal deelnemers 25.000[26]
- 2017 – 's-Hertogenbosch / Oss (N-Br) – 24 juni – Roze Zaterdag voor jou – aantal deelnemers 6.000[27] ('s-Hertogenbosch had ook in 1981 een RZ)
- 2016 – Amsterdam (N-H) – 23 juli – Europride – Join our freedom! (Amsterdam had ook in 1977, 1978, 1979 en 1994 een RZ)
- 2015 – Maastricht (Lb) – 20 juni –  Maastricht colours you  – aantal deelnemers 15.000[28] (Maastricht had ook in 1993 en 2000 een RZ)
- 2014 – Eindhoven (N-Br.) – 5 juli – Diversiteit kleurt je leven – aantal deelnemers: 25.000. Ook op vrijdag 4 juli en zondag 6 juli werden er activiteiten georganiseerd. Aantal deelnemers gehele roze weekend: 37.000.
- 2013 – Utrecht (Utr) – 29 juni – Kom gewoon – aantal deelnemers: circa 55.000 (Utrecht had ook in 1986 en 1998 een RZ)
- 2012 – Haarlem (N-H) – 7 juli – Vier de Verschillen – aantal deelnemers 25.000 (Haarlem had ook in 1989 en 1996 een RZ)
- 2011 – Groningen (Gr.) – 2 juli – Ruimte voor ontmoeting (Groningen had ook in 1985 een RZ)
- 2010 – Amersfoort (Utr) – 26 juni – Keiroze? Steengoed (Amersfoort had ook in 1982 een RZ)
- 2009 – Den Haag (Z-H) – 20 juni – Iedereen = Anders
- 2008 – Tiel (Gld) – 28 juni – Ook jij bent welkom! – aantal deelnemers: circa 45.000
- 2007 – Bergen op Zoom (N-Br) – 30 juni – Eén voor allen, allen voor één – aantal deelnemers: circa 45.000 à 50.000
- 2006 – Zwolle (Ov) – 24 juni – You're Welcome! – aantal deelnemers: circa 40.000 (Zwolle had ook in 1990 een RZ)
- 2005 – Nijmegen (Gld) – 25 juni – Cross over! – aantal deelnemers: circa 30.000 (Nijmegen had ook in 1984 een RZ)
- 2004 – Enschede (Ov) – 26 juni – Enschede bekent kleur – aantal deelnemers: circa 40.000 (Enschede had ook in 1987 een RZ)
- 2003 – Deventer (Ov) – 28 juni – Laat je zien – circa 10.000 deelnemers (Deventer had ook in 1997 een RZ)
- 2002 – Breda (N-Br) – 29 juni – Multi-Cultureel
- 2001 – Rotterdam (Z-H) – 30 juni – Different identities – (tevens Europese Culturele Hoofdstad) – circa 30.000 deelnemers
- 2000 – Maastricht (Lb) – 8 juli – Gay pride Day – aantal deelnemers: circa 12.000 (Maastricht had ook in 1993 een RZ)
- 1999 – Arnhem (Gld) – 26 juni – Buitengewoon divers
- 1998 – Utrecht (Utr) – 27 juni – Spiegels & Spanning (Utrecht had ook in 1986 een RZ)
- 1997 – Deventer (Ov) – 28 juni – Anders samen
- 1996 – Haarlem (N-H) – 29 juni – Oh, zit dat zo! – aantal deelnemers: circa 6.000 (politie) en 10.000 à 12.000 (organisatie); (Haarlem had ook in 1989 een RZ)
- 1995 – Hilversum (N-H) – 24 juni – De andere werkelijkheid
- 1994 – Amsterdam (N-H) – 25 juni – Europride (Amsterdam had ook in 1977, 1978 en 1979 een RZ)
- 1993 – Maastricht (Lb) – 26 juni – Homosexualiteit en andere culturen
- 1992 – Zoetermeer (Z-H) – 27 juni – Who's afraid of pink? / Wie is er bang voor homoseksualiteit? – aantal deelnemers: circa 12.000
- 1991 – Alkmaar (N-H) – 29 juni – Solidariteit met Oost-Europa
- 1990 – Zwolle (Ov) – 30 juni – Gewoon trots
- 1989 – Haarlem (N-H) – 24 juni – Doe Normaal – aantal deelnemers 15.000
- 1988 – Delft (Z-H) – 25 juni – Nederland schijntolerant – Ook EK voetbal, Nederland wint van de Sovjet-Unie en wordt kampioen. Delft kleurt zodoende meer Oranje dan Roze, en sommige deelnemers worden lastiggevallen door feestvierende supporters.
- 1987 – Enschede (Ov) – 27 juni – Het Oosten bedolven onder roze golven
- 1986 – Utrecht (Utr) – 28 juni – Voor méér kleur
- 1985 – Groningen (Gr) – 29 juni – Veelzijdigheid in potten- en flikkerstrijd – aantal deelnemers: circa 5.000
- 1984 – Nijmegen (Gld) – 30 juni – Internationale solidariteit
- 1983 – Leiden (Z-H) – 25 juni – Zichtbaarheid motto: Tussen droom en daad staan gezin en staat – aantal deelnemers: circa 7.000
- 1982 – Amersfoort (Utr) – 26 juni – Opgevoed tot hetero, lesbies/flikker durven zijn – aantal deelnemers: circa 4.000 – (N.B. ernstige ongeregeldheden)
- 1981 – 's-Hertogenbosch (N-Br) – 27 juni – Beleg van Den Bosch
- 1980 – Amsterdam (N-H) – 28 juni – Internationale Homosolidariteits- en Bevrijdingsdag. Discriminatie, vervolging en onderdrukking van homoseksuele mannen en vrouwen in Nederland en het buitenland
- 1979 – Amsterdam (N-H) – 30 juni – Roze Zaterdag (RF) – N.B. twee maanden eerder, op 14 april, was er een gelegenheids-Roze Zaterdag in Roermond, gericht tegen de standpunten van Bisschop Gijsen – Gijsen flikker op
- 1978 – Amsterdam (N-H) – 24 juni – Homo Demonstreer Solidariteit , homobevrijding – internationale solidariteit – aantal deelnemers: circa 2.000
- 1977 – Amsterdam (N-H) – 25 juni – Eerste grote Nederlandse homodemonstratie tegen de antihomocampagne van de Amerikaanse Anita Bryant door de Internationale Lesbische Alliantie georganiseerd – aantal deelnemers: circa 2.000.

#### 2024: Groningen
Roze Zaterdag in 2024 werd op zaterdag 22 juni gevierd in de stad Groningen met als thema Verbinding. Op het programma stond een Pride Walk door de binnenstad, een kerkdienst, een informatiemarkt en optredens van o.a. Willeke Alberti en Sophie Straat. De dag werd afgesloten met een afterparty in de club Palace.

#### 2021: Leeuwarden
Met een jaar vertraging wegens de coronacrisis vond de Roze Zaterdag in 2021 plaats in Leeuwarden. Onderdeel van het programma was onder andere een kleurrijke botenparade door de binnenstad. Verder een kerkdienst, een informatiemarkt, een gigantische regenboogvlag over de Harmonie en een groot podium op het Zaailand.

#### 2017: 's-Hertogenbosch
Tijdens Roze Zaterdag in 2017 in 's-Hertogenbosch werd de geplande oecumenische Roze Viering in de Sint-Janskathedraal door de bisschop afgelast wegens protesten vanuit het bisdom en verplaatst naar de nabij gelegen Grote Kerk van de Protestantse Gemeente. Voorts vond voor het eerst tijdens een Roze Zaterdag een 'Regenboogbotenparade' plaats. Dit was een tocht met versierde boten over de Binnendieze naar de Singelgracht.

#### 2016: Amsterdam
In 2016 was na 22 jaar de EuroPride weer terug in Amsterdam en omvatte deze keer zowel de Roze Zaterdag als de Amsterdam Gay Pride. Roze Zaterdag werd gevierd op 23 juli. De start was in het Vondelpark, waar een kramenmarkt was en optredens van diverse artiesten in het Vondelpark Openluchttheater. Ook werden er (eendags)huwelijken gesloten. Van het park ging de optocht via de Weteringschans, Spiegelgracht, Herengracht, Vijzelstraat en Rokin naar de Dam. In de stoet liepen mensen met vlaggen van de 79 landen waar homoseksualiteit nog steeds strafbaar is. In twaalf landen staat zelfs de doodstraf op homoseksualiteit. Ook op de Dam waren optredens op een podium. De dag werd afgesloten met vuurwerk vanaf Hotel Krasnapolsky. Ter gelegenheid van Roze Zaterdag werden door PostNL in het centrum van Amsterdam 27 oranje brievenbussen voorzien van knalroze folie.

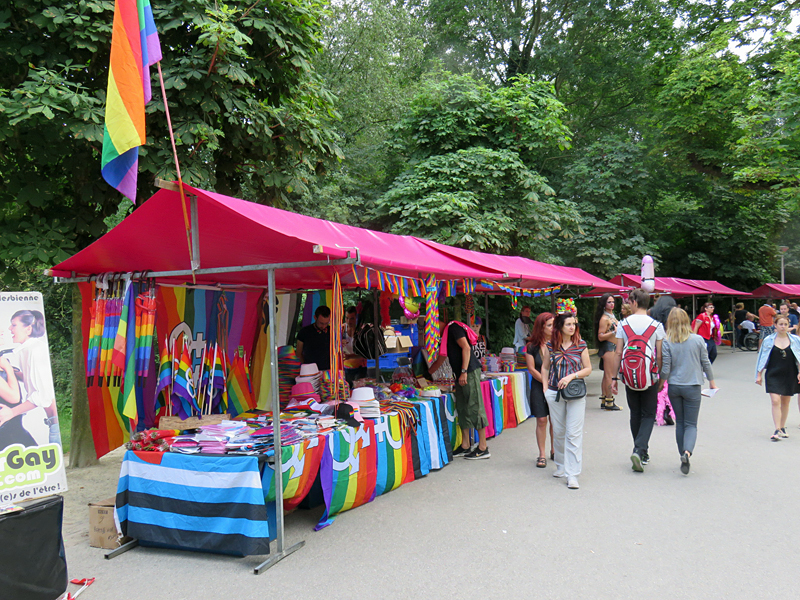
Roze Zaterdag 2016: infomarkt
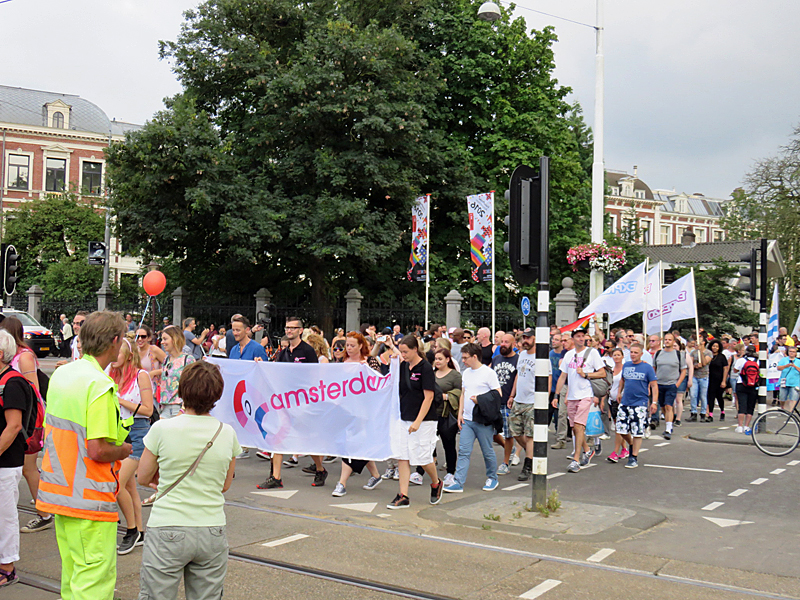
Roze Zaterdag 2016: Pride Walk
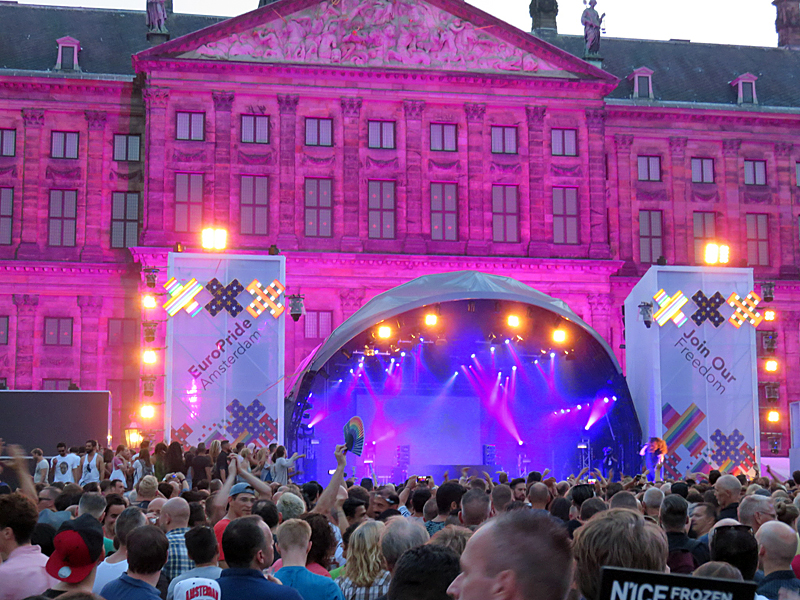
Roze Zaterdag 2016: feest op de Dam

#### 2010: Amersfoort
Op 27 juni 2008 maakte de Stichting Roze Zaterdagen Nederland bekend dat Amersfoort in 2010 de Roze Zaterdag toegewezen kreeg. Andere kandidaat-steden voor 2010 waren: Haarlem en Leeuwarden. De initiatiefnemer voor Roze Zaterdag 2010 is de in januari 2008 opgerichte Stichting Keiroze. Op 26 juni 2010 kleurde Amersfoort weer roze.

#### 2009: Den Haag
Op 17 november 2007 maakte de Stichting Roze Zaterdagen Nederland bekend dat Den Haag in 2009 de Roze Zaterdag toegewezen kreeg. Kandidaat-steden voor 2009 waren: Den Haag, Haarlem en Arnhem.
Het thema op zaterdag 20 jun 2009 was Iedereen = Anders (eerdere voorstellen waren "Den Haag Roze Stad 2009" en "Den Haag Anders") met een manifestatie aan het Lange Voorhout. Voor het eerst sinds jaren werd er géén parade door de stad worden gehouden. De organisatie was in handen van de Stichting Roze Stad Den Haag, die is opgericht met steun van COC Haaglanden en Basta!. In 2009 werd de Roze Zaterdag niet traditioneel op de laatste zondag van juni gehouden, in verband met de Nationale Viering van Veteranendag in Den Haag op die dag.
De Roze Zaterdag in Den Haag werd als dermate succesvol ervaren, dat men dit evenement een permanent vervolg wilde geven. Dit werd The Hague Pride, die voor het eerst op 12 juni 2010 plaatsvond.

#### 2008: Tiel
Op zaterdag 28 juni 2008 is in Tiel de 31e Roze Zaterdag gehouden met als thema Ook jij bent welkom! (voorheen: 'Flipje goes Pink'). Kandidaat-steden voor 2008 waren Den Haag, Leiden en Tiel.
De organisatie was een activiteit van de Stichting Organisatie Evenementen Tiel die nauw samenwerkt met Stichting Hart voor de Stad/Stadpromotie Tiel en de benodigde vrijwilligers en partners/sponsors heeft weten te werven in deze middelgrote Nederlandse gemeente in de Betuwe zonder georganiseerde homo-gemeenschap.
Er is een optocht worden gehouden waarbij deze keer invloeden van de fruitcorso's, zoals die zo kenmerkend zijn voor de streek van de Betuwe, in de parade en ook Flipje als mascotte niet ontbraken. Voorts een manifestatie- en artiestenprogramma met een 40-tal optredens op diverse podia in de stad, informatiemarkt, gezondheidsplein.
De officiële opening is verricht door Steven de Vreeze (PvdA), burgemeester van Tiel, en de Tielse oud-wethouder Jan Roos, een van de initiatiefnemers en voorzitter van Roze Zaterdag Tiel 2008. De dag is in een plezierige en ontspannen sfeer verlopen, de gemeente Tiel heeft het aantal bezoekers op 45.000 geschat.
Dit keer was de minister van Onderwijs, Cultuur en Wetenschap Ronald Plasterk (PvdA), tevens coördinerend bewindspersoon voor homo-emancipatie aanwezig. Hij sprak in de tweede helft van de middag alle aanwezigen toe. Op zaterdagavond traden op de podia onder meer Bearforce1 en They Want You op. 8000 feestvierders waren ervan getuige. Volgens politie en gemeente was de sfeer uitstekend.

#### 2007: Bergen op Zoom
Op zaterdag 30 juni 2007 is in Bergen op Zoom de 30e Roze Zaterdag gehouden met als thema Een voor allen, allen voor een (ALL 4 ONE) (voorheen: 'Wij gaan Bergen verzetten').
Het thema voor deze dag kwam van de lijfspreuk van De drie musketiers uit de roman van Alexandre Dumas en gaven zo te kennen hun eigen belangen weg te cijferen voor het collectief en zich daarmee meteen beschermd te weten door datzelfde verbond.
Naar verluidt zou minister van Onderwijs, Cultuur en Wetenschap Ronald Plasterk (PvdA), tevens coördinerend bewindspersoon voor homo-emancipatie komen, maar wel is staatssecretaris van Defensie Cees van der Knaap (CDA), tevens belast met het personeelsbeleid van de Krijgsmacht in Bergen op Zoom aanwezig geweest. Dit laatste feit had een uniek karakter, omdat het voor het eerst was, dat een bewindspersoon meeliep (en nog wel van Defensie) in de parade, vergezeld door circa 20 militairen, waaronder enkele generaals als solidariteit met holebi's in de krijgsmacht.
In de kleurrijke stoet in de bourgondische Markiezaatsstad waren onder anderen ook burgemeester van Bergen op Zoom Han Polman (D66), evenals een delegatie politie-functionarissen en vertegenwoordigers van de Nederlands-Antilliaanse en Arubaanse gemeenschap en verder diverse praalwagens, orkesten en tal van maatschappelijke organisaties, verenigingen.
's Avonds behield de hele stad haar bruisende sfeer met muziekpodiums waar tot na 2:00 uur werd opgetreden en verschillende feesten tot diep in de nacht. Naar schatting heeft Roze Zaterdag 2007 bijna 50.000 bezoekers getrokken en daarmee is deze 30e editie een van de best bezochte edities sinds de start ervan in 1978/1979.

#### 1994: Amsterdam
In 1994 vormde de Roze Zaterdag de afsluiting van de EuroPride die van 15 t/m 25 juni in Amsterdam plaatsvond. Hoogtepunt was een demonstratieve en ludieke parade die van het Homomonument op de Westermarkt, via de Marnixstraat naar het Museumplein trok. In de optocht deden onder andere majorettes van vrouwencafé Saarein en leermannen op motoren van seksclub Het Vagevuur mee.
Daarnaast waren er twintig praalwagens, waaronder een oude tram met homoseksuele raadsleden, twee lijkkoetsen en een versierde oplegger van de uitgaansgelegenheden April en de Exit uit de Reguliersdwarsstraat. Op enkele andere wagens werden echter dermate seksueel expliciete acts vertoond, dat sommige toeschouwers er nogal door geschokt werden.
Aansluitend vond op het Museumplein de slotmanifestatie plaats, met onder meer een informatiemarkt waarop zich circa 100 organisaties presenteerden, inclusief de Amsterdamse politie en de krijgsmacht. Diverse sprekers bepleitten de rechten van homo's en lesbiennes en waarschuwden voor de homohaat die kon uitgaan van het toenemende rechts-extremisme in Europa. Ten slotte waren er optredens van artiesten als Boy George, Loïs Lane en de Nasty Girls.
De parade en de slotmanifestatie trokken 60-65.000 bezoekers. 's Avonds was nog een groot slotfeest in de Sporthallen Zuid gepland, maar dat moest wegens geldgebrek worden afgelast. Wel waren er kleinere feesten elders in de stad.

#### 1985: Groningen
Voor het eerst werd er geen demonstratieve optocht gehouden, maar liepen de bezoekers van de Roze Zaterdag kriskras door het centrum om de vier verschillende podia te bezoeken. Op die manier werd de hele binnenstad betrokken bij de Roze Zaterdag.

### Meer roze dagen in Nederland
Naast Roze Zaterdag bestaan er ook voor sommige andere dagen benamingen met Roze ervoor, zodat inmiddels bijna een hele kalenderweek met roze dagen te vullen is, zij het dat deze roze dagen niet aaneengesloten plaatsvinden, maar verspreid door het jaar.
De Roze Maandag begon in 1990 als gimmick op de indertijd minst drukke dag van de Tilburgse Kermis via een oproep via Teletekst om naar Tilburg te komen. Inmiddels is Roze Maandag, dat plaatsvindt op de vierde maandag in juli, uitgegroeid tot het grootste Nederlandse homo-evenement buiten Amsterdam. 
De Roze Woensdag vindt jaarlijks plaats op de tweede dag van de Nijmeegse Vierdaagse (derde woensdag in juli), maar wordt niet door het Vierdaagse Comité georganiseerd. De organisatie is in handen van Stichting Roze Woensdag, die het stokje weer overnam van stichting Gay Festival Nijmegen. De naam Roze Woensdag wordt sinds 2002 gebruikt en voor het eerst geopperd september 1999 door Bart van Dam in zijn column 'Hek van de Dam' in PINK, het ledenblad van COC Regio Nijmegen.
De Roze Vrijdag is de vrijdag tijdens de jaarlijkse 50-Plusbeurs in de Jaarbeurs in Utrecht. Deze vindt plaats in de derde week van september. Deze dag is een initiatief van het Platform van Homo- en Lesbische Ouderen, waarin ANBO, COC en Schorer participeren.
De Roze Zondag is een themadag tijdens het Kwakoe Zomerfestival in Amsterdam-Zuidoost, waarop onder meer een kerkelijke samenkomst voor holebi's en andere geïnteresseerden plaatsvindt. Deze dag trekt naast homo's, lesbiennes, en transgenders ook veel hetero's en is de officieuze start van de Amsterdam Gay Pride.

## België

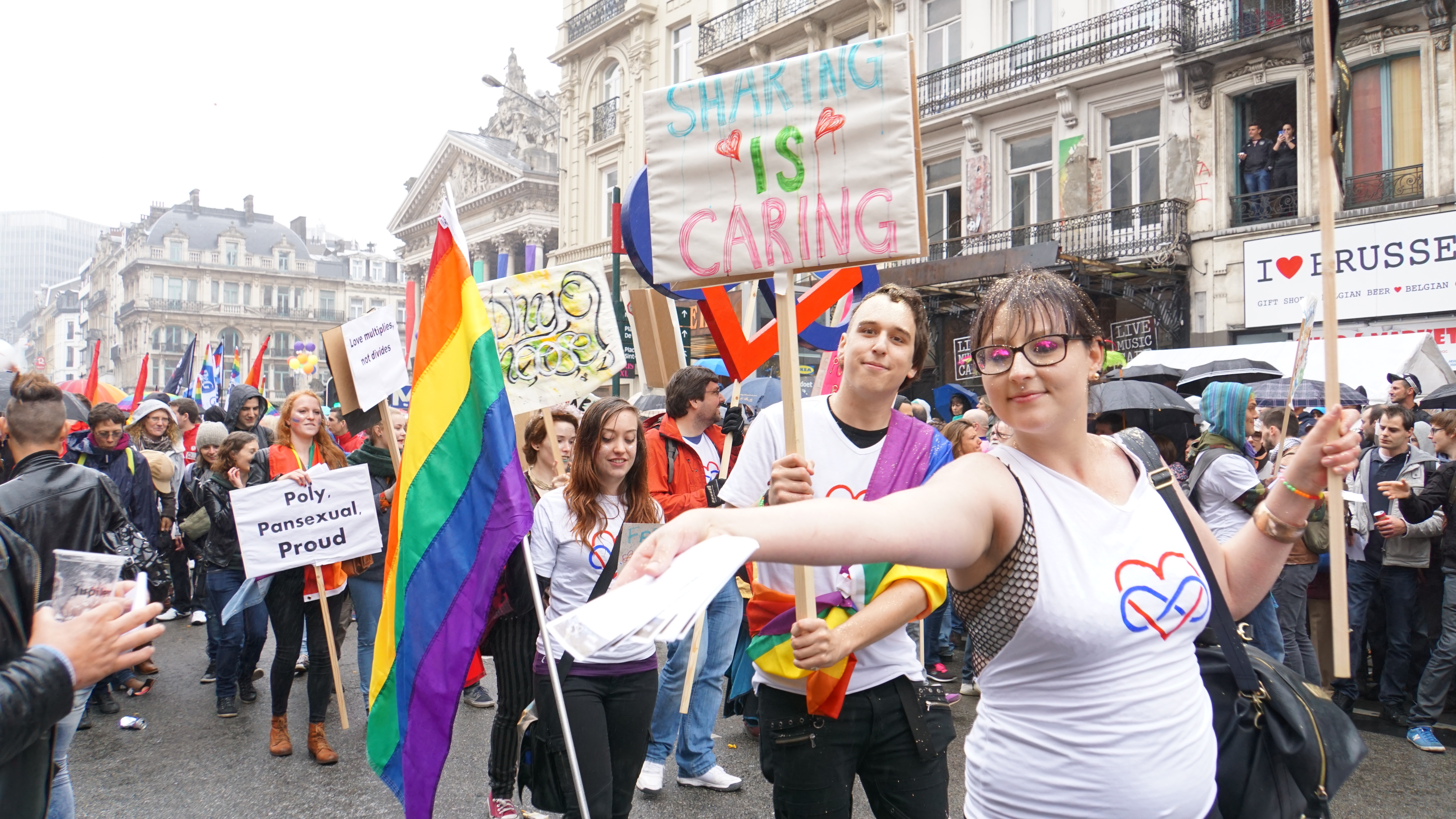
Deelnemers aan The Belgian Pride van 2015 in Brussel

In België heet Roze Zaterdag tegenwoordig The Belgian Pride. Dit is een coming-out evenement voor vele holebi's (en hetero's) met een feestelijk, politiek en cultureel karakter, dat plaatsvindt op een zaterdag in mei. De Roze Zaterdag had in België een veel politieker karakter dan in Nederland, al was het alleen al vanwege de Nederlandse/Franse/Duitse taalgemeenschappen c.q. gewesten.
In België vonden de eerste "(inter)nationale homodagen" plaats in Gent in 1978, gevolgd door Antwerpen in 1979 en Brussel in 1980. In 1981 was de manifestatie weer in Antwerpen, maar nadat de organisator de Rooie Vlinder ophield te bestaan en de Federatie Werkgroepen Homofilie (FWH) in verdeeldheid wegzonk kon later in de jaren tachtig niet meer elk jaar een Roze Zaterdag georganiseerd worden.
Geïnspireerd door de Nederlandse Roze Zaterdag verenigden de FWH en het Roze Aktiefront (RAF) zich in een comité en werd op 5 mei 1990 weer een Roze Zaterdag in Antwerpen georganiseerd, waarna het vervolgens elke twee jaar werd gehouden. Het evenement werd in 1996 omgedoopt tot Belgian Lesbian and Gay Pride (BLGP), hoewel ook de oude naam Roze Zaterdag nog door veel mensen gebruikt werd. In 2010 werd de naam opnieuw gewijzigd, dit keer in The Belgian Pride en tegenwoordig wordt voor de activiteiten in Brussel de naam Pride.be gebruikt.

### Overzicht Roze Zaterdagen in België
(zie voor latere jaren het overzicht bij The Belgian Pride)
- 1996 – Brussel
- 1994 – Gent
- 1992 – Gent
- 1990 – Antwerpen – 5 mei
- 1981 – Antwerpen
- 1980 – Brussel
- 1979 – Antwerpen – 5 mei – circa 200 deelnemers
- 1978 – Gent – 18 maart